# 山北篤
山北 篤（やまきた あつし）は、日本のゲームライター、ゲームデザイナー。京都大学出身。

## 経歴
ゲームライターの細江ひろみは妻、ゲームミュージック作曲の細江慎治は義弟。
1980年頃、京都大学マイコンクラブ会員と共にネットワークを自力で構築し、対戦オンラインゲームを制作した。自身ではこれが世界初のネットワークゲームであったのではないかと考えている。
1980年代後半より、ライター集団怪兵隊の主要メンバーとなり、テーブルトークRPG(TRPG)関連の書籍や雑誌記事を多数執筆。また、1990年に脱サラし専業のライターとなり、TRPGの製作や翻訳も行ってきた。1993年のF.E.A.R.社の設立にも参加し、以後同社の作品に関わった。日本のTRPG界における主要人物の1人である。
F.E.A.R.を退社後、デジタルエンタテインメントアカデミーにて数学講師を務めた(2009年3月閉校)。

## 作品の傾向
「理系デザイナー」を自称しており、彼のデザインするゲームは、世界観の再現のためにルールを作るのでなく、面白い判定システムを作ってからそれに世界観をあわせるという方法論を取ることが多い。
また、新紀元社の「Truth In Fantasy」を中心に、ファンタジーや神秘関連の雑学・資料本、TRPG関連の手引書など多数の著作がある。他に、ゲームプログラミングに関する数学についての解説書も執筆している。

## 著書

### TRPG(製作)
- 『パワープレイ』 （ホビージャパン）1991年
  - パワープレイ・プログレス 2000年, 改版
- 『スペオペヒーローズ』 （ホビージャパン） 1992年
- RPG福袋'93 （ホビージャパン） 1993年
- RPG福袋'94 （ホビージャパン） 1994年
- サイレントメビウスRPG （富士見文庫―富士見ドラゴンブック）1995年
- でかマギスレイヤーズ! （富士見書房） MAGIUSルール準拠のボードゲーム, 1998年
- TRPGスーパーセッション大饗宴 (ログインテーブルトークRPGシリーズ) 2002年

### TRPG (翻訳・監修)
- 『トーグ』
- 『サイバーパンク2.0.2.0.』

### トレーディングカードゲーム関連書籍
- マジックマニアックス （新紀元社） 1996年
- MAGIC The Gathering 公式カードガイド―完全英語版カード対応 （新紀元社） 1997年
- 覇王の兵法―央華封神TCGデックアンドコンボ集 （メディアワークス） 1999年

### その他ゲーム関連書籍
- RPGガイドシリーズ （新紀元社） 
  - RPGゲームマスターガイド2 キャンペーンガイド 1989年
  - RPGアドベンチャーガイド 1990年
  - シティーメイキングガイドII パーツ編 1991年
  - RPGゲームマスター大全 1995年
- Truth In Fantasyシリーズ （新紀元社）
  - 魔術師の饗宴 1989年、2011年 新紀元文庫
  - 魔法・魔術 2000年
  - 幻想生物 西洋編 2010年
- ダービースタリオン3殺人事件 （ログアウト冒険文庫） 1995年
- ゲームのタネ!―ファンタジー・ファイル （富士見ドラゴンブック） 1996年
- Truth In Fantasy事典シリーズ （新紀元社）
  - 魔法事典 1998年
  - 西洋神名事典 1999年、監修
  - 悪魔事典 2000年
  - 魔導具事典 2001年
  - 東洋神名事典 2002年
  - 英雄事典 2003年
  - 幻想地名事典 2006年
  - 幻想図書事典 2008年
- 概説 忍者・忍術 （新紀元社） 2004年
- コンピュータゲームの数学 （新紀元社） 2006年
- コンピュータゲームの物理 （新紀元社） 2009年
- 新紀元社 F-Files シリーズ
  - 図解 火の神と精霊 (F-Files No.013) 2008年
  - 図解 水の神と精霊 (F-Files No.021) 2009年
  - 図解 日本神話 (F-Files No.033) 2011年
  - 図解 忍者 (F-Files No.050) 2015年
- 知っておきたい地獄・冥界・異界と天国 （なるほどBOOK!, 西東社） 2009年
- NEXT CREATORシリーズ （SBクリエイティブ）
  - ゲームシナリオのためのファンタジー事典 知っておきたい歴史・文化・お約束110  2010年
  - ゲームシナリオのためのファンタジー衣装事典 キャラクターに使える洋と和の伝統装束110 2015年
  - ゲームシナリオのための戦闘・戦略事典 ファンタジーに使える兵科・作戦・お約束110　2015年
- 禁じられた魔術大全-魔導書目録 （コアマガジン） 2011年
- 漫画/イラストで使える西洋魔術事典 （秀和システム） 2012年
- 現代知識チートマニュアル （新紀元社） 2017年
- 軍事強国チートマニュアル （新紀元社） 2018年